# Convention d'Alkmaar

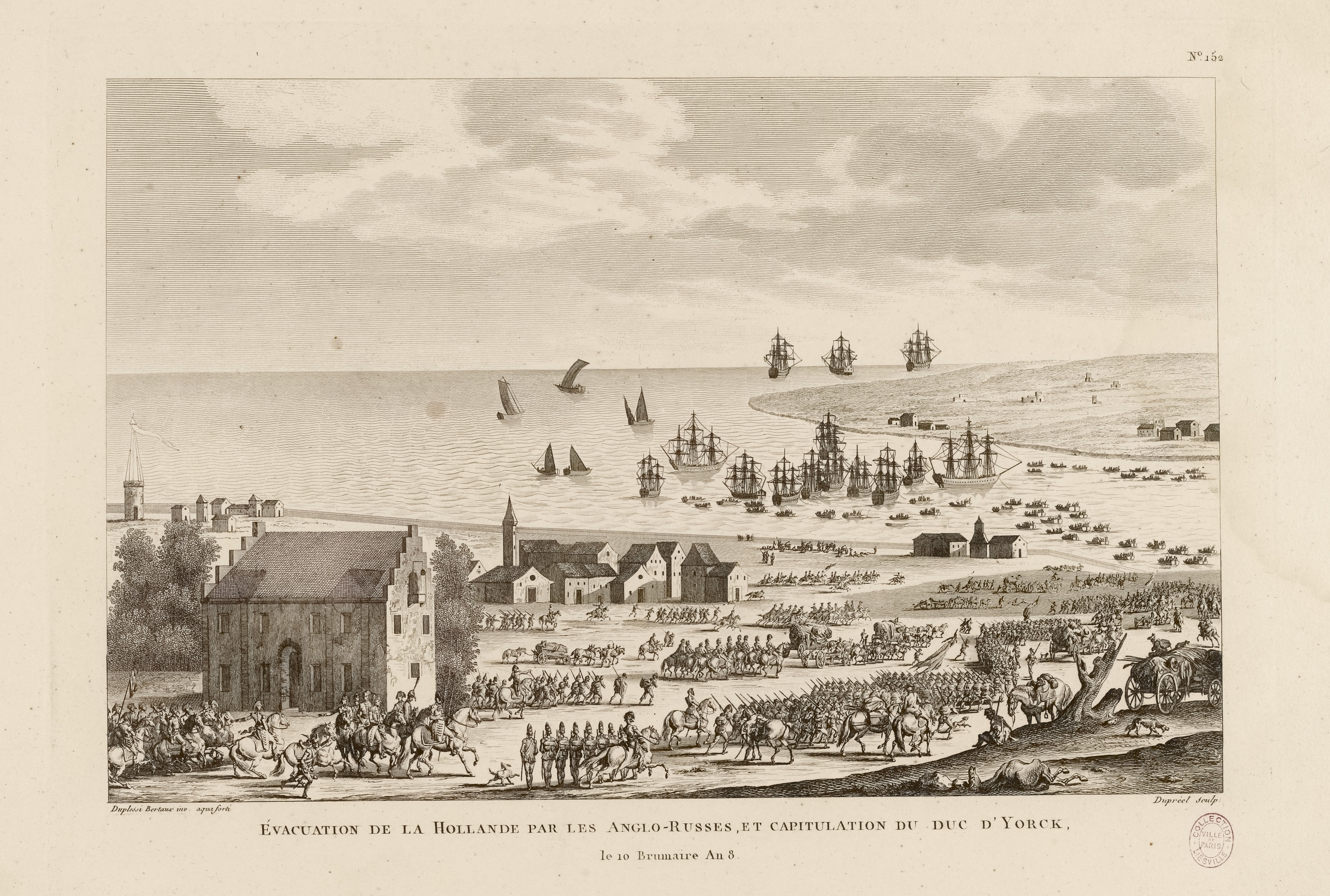
»Évacuation de la Hollande par les Anglo-Russes, et capitulation du duc d'Yorck, le 10 Brumaire An 8. »

La Convention d'Alkmaar est un traité de paix qui fut signé le 18 octobre 1799 par les forces bataves et françaises d'une part, et les envahisseurs britanniques et russes d'autre part. Il marque la fin de l'invasion anglo-russe de la Hollande qui constitue l'un des principaux épisodes de la Deuxième Coalition, en imposant notamment aux envahisseurs un retrait de leurs troupes de la péninsule.

## Contexte
À la suite de la bataille de Castricum du 6 octobre 1799, au cours de laquelle les deux camps subirent de lourdes pertes, le chef de l'état-major britannique, Frederick d'York, comte d'Ulster et duc d'York et Albany ordonna un repli de ses troupes au niveau de la tête de pont originelle, située à l'extrême nord de la péninsule. Il décida donc d'approcher le général français Guillaume Brune pour lui proposer une capitulation honorable, et un retrait de l'ensemble des troupes avant la fin du mois de novembre. Celle-ci fut transmise par le général Knox le 14 octobre. 
Les négociations qui suivirent furent rapides. Sous l'impulsion du gouvernement batave, Brune exigea dans un premier traité le retour de l'escadre batave capturée, ainsi que la libération de 15 000 soldats détenus au Royaume-Uni. Jugeant les conditions de capitulation inacceptables, le duc d'York menaça de détruire une digue située près de Petten, et donc d'inonder les terres situées autour du polder de Zijpe. Le général Krayenhoff, qui avait lui-même passé les précédentes semaines à inonder une grande partie de la péninsule, ne se laissa toutefois pas impressionner par cette menace. Conscient que le processus était facilement réversible, il le fit savoir à Brune. Cependant, ce dernier se laissa plus facilement impressionner — où en tout cas le laissa croire, Krayenhoff ayant mentionné une offrande de plusieurs « magnifiques chevaux » du duc à Brune, ce qui aurait pu faire pencher la balance —, et s'entendit avec les Britanniques sur un accord très favorable aux Anglo-russes. 
Dans cet accord, la Convention d'Alkmaar, qui fut signée le 18 octobre, il n'était plus question de restitution des navires bataves. Une évacuation sans violence fut accordée aux troupes anglo-russes et aux mutins orangistes, à condition qu'elle soit finalisée avant le 1er décembre. Un échange de 8 000 prisonniers de guerre, parmi lesquels des marins bataves capturés au cours de la bataille de Camperdown (dont l'amiral De Winter). Les Britanniques promirent également de restituer la forteresse du Helder et ses canons dans un bon état. En dehors du retour de leurs prisonniers, les Bataves se sentirent lésés par cet accord, mais ils ne furent pas en mesure de négocier de meilleures conditions.
L'armistice entra en vigueur immédiatement, et l'évacuation des troupes s'acheva le 19 novembre lorsque le général Pulteney quitta la péninsule avec les dernières troupes britanniques,,.

## Contenu du traité[7]
« M. le. major - général Knox muni des pouvoirs de Son Altesse Royale le duc d'York, commandant, en chef l'armée combinée Anglaise et Russe, et Le citoyen Rostallan, général de brigade, chef de l'état major général, muni des pouvoirs du citoyen Brune, général en chef, commandant l'armée Française et Batave 

Sont convenus des articles suivants :
- Art. I. À compter de ce jour, toutes hostilités cessent entre les deux armées.
- Art. II. La ligne actuellement existante des avant-postes des deux armées, servira respectivement de ligne de démarcation.
- Art. III. Tous ouvrages offensifs ou défensifs restent suspendus de part et d'autre, et il ne peut en être fait de nouveaux.
- Art. IV. Les batteries armées qui existaient au Helder, et dans les proportions où se trouvait l'armée batave lors de l'invasion seront rétablies dans leur intégrité, ou resteront dans l'état présent améliorées, pourvu que les pièces d'artillerie batave y soient toutes conservées.
- Art. V. L'armée combinée Anglaise et Russe se rembarquera le plus tôt possible, et aura évacué le territoire, les côtes, iles et mers intérieures de la République Batave au 9 frimaire prochain (30 novembre 1799), sans y avoir causé aucuns dégâts, en pratiquant des inondations, coupures, de digues, ou en obstruant les sources de la navigation, etc.
- Art. VI. Les vaisseaux de guerre ou autres bâtiments qui viendraient avec des renforts pour l'armée combinée anglaise et russe ne pourront effectuer aucun débarquement, et repartiront sur-le-champ.
- Art. VII. Le général en chef Brune pourra envoyer un officier dans le Zijpe et au Helder, pour lui rendre compte, tant de l'état des batteries que du progrès de l'évacuation. Son Altesse Royale le duc d'York pourra aussi envoyer un officier sur la ligne française et batave, pour se convaincre qu'on ne fait pas de nouveaux ouvrages. Un officier supérieur de marque de chaque armée sera envoyé pour garantir l'exécution du présent accord.
- Art. VIII. Huit mille prisonniers de guerre, français et bataves, faits antérieurement à la présente campagne, et détenus actuellement en Angleterre seront, au choix et dans la proportion réglée par les gouvernements des deux républiques alliées, renvoyés libres et sans condition dans leur patrie. M. le major-général Knox restera à l'armée française pour garantir l'exécution du présent article.
- Art. IX. Le cartel, établi entre les deux armées par l'échange des prisonniers faits durant la présente campagne, continuera d'avoir son exécution. Il est en outre convenu que l'amiral batave de Winter, est considéré comme échangé.

Conclu à Alkmaar, le 26 vendémiaire de l'an 8 de la République Française (18 octobre 1799).
Par les généraux soussignés, munis de pouvoirs à cet effet. 
Signé Knox et Rostollan 
Approuvé : Le général en chef de l'armée française et batave. Signé Brune. 
Approuvé : Signé Frédéric duc d'York, Commandant en chef l'armée combinée de sa Majesté Britannique et de l'empereur de toutes les Russies. Et Mitchell, vice-amiral de la bleue, etc. , etc., Commandant en chef l'escadre de sa Majesté Britannique, pour l'expédition sur les côtes de Hollande. »

## Première proposition de traité[8]
La première proposition de traité formulée par le général Brune était bien plus défavorable aux envahisseurs que la convention qui fut finalement signée entre les deux armées. Elle exigeait entre autres la restitution aux Bataves de la flotte qui leur avait été confisquée à la suite de la Capitulation de Vlieter.
«  Art. I. ta flotte Batave, rendue à l'amiral Mitchell par l'amiral Story, sera restituée à la République Batave, avec l'armement et l'équipage. Dans le cas où l'exécution de cette clause excèderait les pouvoirs de monseigneur le duc d'York, S. A. R. s'engagera à obtenir de sa cour une compensation équivalente.
- Art. II Quinze mille prisonniers de guerre français et bataves détenus en Angleterre seront, au choix et dans la proportion réglée par les gouvernements des deux républiques, renvoyés libres et sans condition dans leur patrie. L'amiral batave De Winter sera considéré comme échangé. Le présent article ne préjudicie en rien au cartel d'échange qui est en activité, et n'en fait point partie.
- Art. III. Les batteries du posté du Helder seront rétablis dans l'état où elles se trouvaient lors de l'invasion faite par l'armée anglo-russe. Un officier d'artillerie sera envoyé au Helder par le général Brune pour surveiller l'exécution de cet article.
- Art. IV. Sous quarante-huit heures, l'armée aux ordres de S. A. R. monseigneur le duc d'York évacuera la position du Zijpe ses avant postes seront retirés à la hauteur de Callantsoog. L'armée française et batave conservera les positions qu'elle occupe actuellement, et prendra néanmoins avant-poste à Petten, Krabbendam, Schagerbrug et Colhorn. Elle aura seulement une vedette à la hauteur de Callantsoog.
- Art. V. Les troupes, composant l'armée anglo-russe s'embarqueront successivement et le plus promptement possible. D'ici au 3o brumaire prochain, tous bâtiments anglais devront être sortis du Texel, ainsi que toutes les troupes anglaises et russes des mers, côtes et iles de la République batave sans que, dans cet intervalle, ils puissent troubler les grandes sources de la navigation, ni pratiquer aucune inondation dans le pays.
- Art. VI. Les vaisseaux de guerre et autres bâtiments chargés de nouvelles troupes pour l'armée combinée anglaise et russe, ne pourront effectuer de débarquement; ils devront se remettre en mer le plus tôt possible.
- Art. VII. Pour la garantie de ces clauses, il sera donné par Monseigneur le duc d'Yok des étages choisis parmi les officiers de marque de son armée.

Fait à Alkmaar »